# Telle Whitney

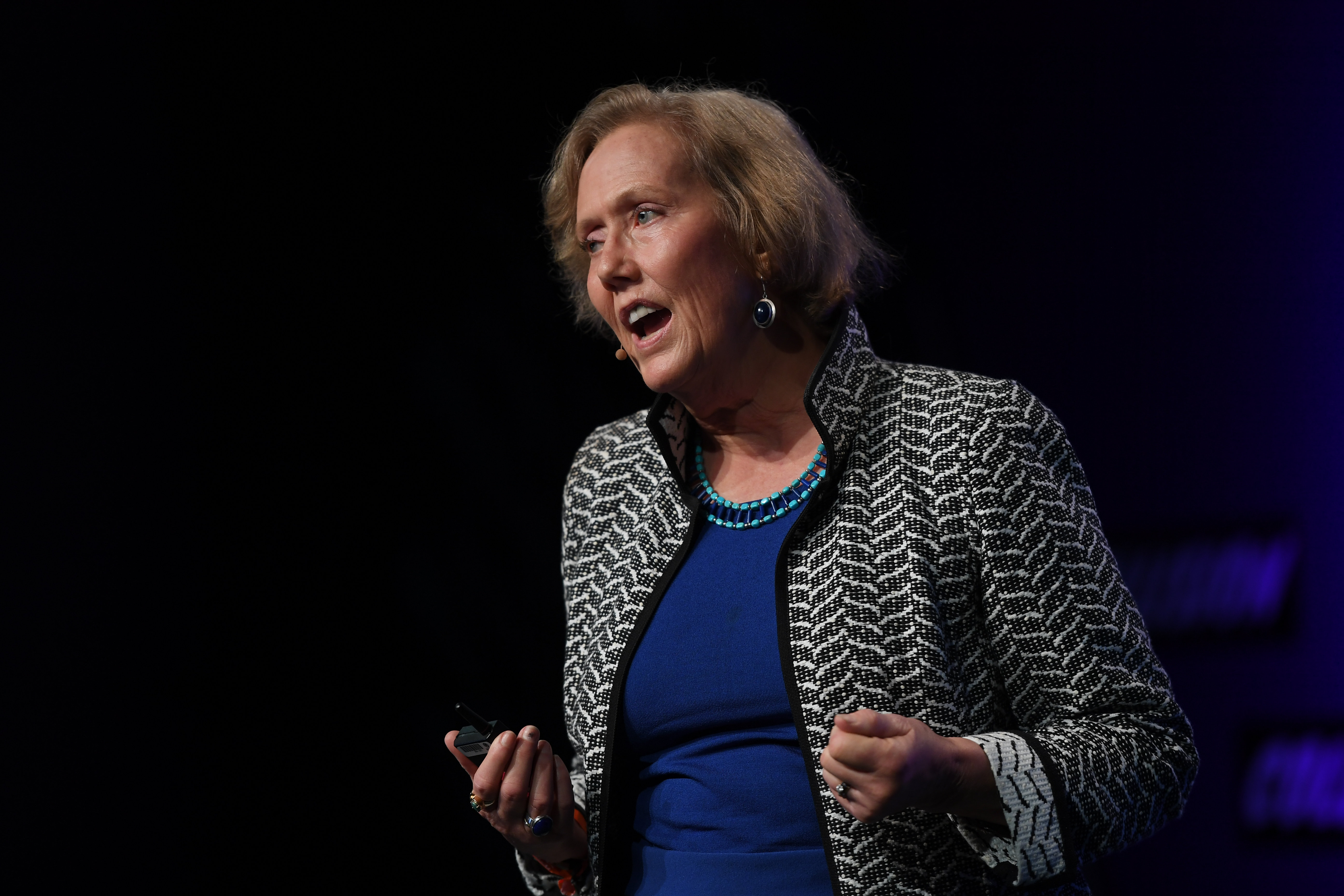
Telle Whitney, 2017

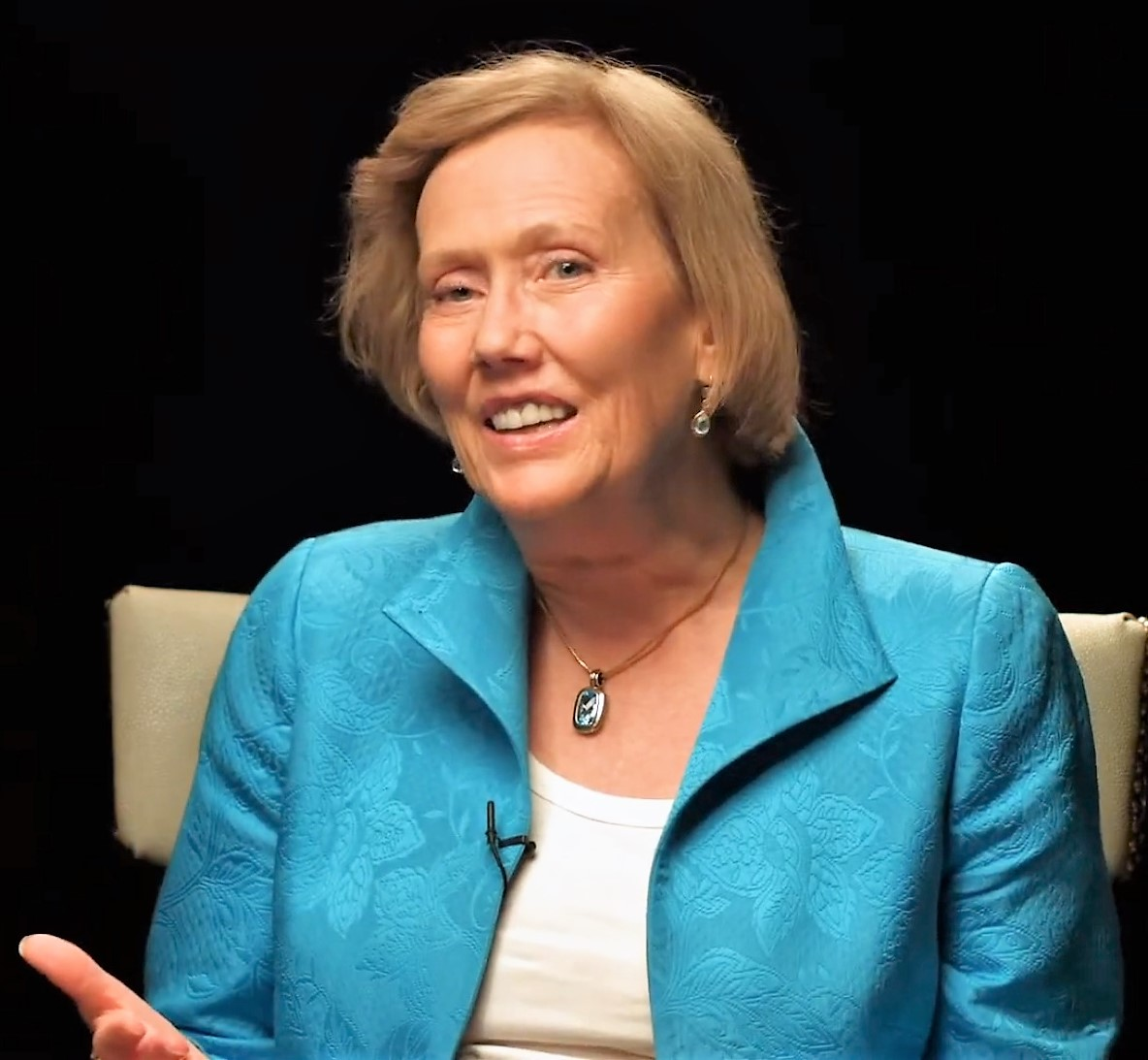
Telle Whitney

Telle Whitney (* 5. Juni 1956 in Salt Lake City, Utah) ist eine US-amerikanische Informatikerin. Sie war von 2002 bis 2017 Präsidentin und Chief Executive Officer des Anita Borg Institute for Women and Technology.

## Leben und Werk
Whitney zog mit 7 Jahren mit ihrer Familie nach Südkalifornien und, nachdem ihre Mutter gestorben war, mit 15 Jahren nach Utah. Sie studierte an der University of Utah und erhielt 1978 einen Bachelor-Abschluss in Informatik. 1985 promovierte sie in Informatik am California Institute of Technology. Sie zog nach Silicon Valley, um in der Chipindustrie zu arbeiten und Chips und Software zu entwickeln.  Sie hatte leitende Positionen im technischen Management bei Actel und Malleable Technologies sowie bei mehreren Startup-Technologieunternehmen.

## Gründung der Grace Hopper Celebration of Women in Computing
1994 gründete sie mit Anita Borg die Grace Hopper Celebration of Women in Computing, die weltweit größte Versammlung von Frauen im Computerbereich. Die erste Konferenz fand im Juni 1994 mit 500 Teilnehmerinnen in Washington, D.C. statt. 2002 übernahm sie die Leitung des Instituts für Frauen in der Technologie, das 2003 zu Ehren ihrer verstorbenen Freundin und GHC-Mitbegründerin in Anita Borg Institute (ABI) umbenannt wurde.  Die Konferenzen werden vom Anita Borg Institut für Frauen und Technologie und der Association for Computing Machinery organisiert. Die Konferenz 2020 fand aufgrund der Coronavirus-Pandemie virtuell Ende September 2020 statt. Zusätzlich zu den Women of Vision Awards des Anita Borg Institute wurde ein Anita Borg Top Company for Technical Women Award für Unternehmen eingerichtet.
Whitney trat am 30. September 2017 als Präsidentin und CEO von AnitaB.org in den Ruhestand und Brenda Darden Wilkerson wurde am 1. Oktober 2017 Präsidentin und CEO.

## Weitere Aktivitäten
2004 gründete Whitney zusammen mit Lucy Sanders und Robert Schnabel das National Center for Women & Information Technology (NCWIT). Sie war Sekretärin der Association for Computing Machinery (ACM) und ist Co-Vorsitzende des ACM Distinguished Member Committee. Sie war Mitglied der Committee on Equal Opportunities in Science and Engineering (CEOSE)- und Common Information Sharing Environment (CISE)-Beratungsausschüsse der National Science Foundation und Mitglied der Beiräte von Caltechs Information Science and Technology (IST), des California Institute for Telecommunications and Information Technology und von Illuminate Ventures. Sie ist auch Mitglied des Forbes Executive Women’s Board.

## Auszeichnungen
- 2008: Women’s Venture Fund Highest Leaf Award
- 2009: ACM Distinguished Service Award
- 2009: Marie Pistilli Women in Electronic Design Automation (EDA) Achievement Award
- 2009: one of San Jose Business Journal’s Top 100 Women of Influence
- 2011: Fast Company’s Most Influential Women in Technology list[1]
- 2017: Lifetime achievement award, Annual Grace Hopper Celebration.
- 2019: Institute of Electrical and Electronics Engineers Honorary Membership
- 2022: Mitglied der National Academy of Engineering
- Ehrendoktorwürde, Carnegie Mellon University
- Ehrendoktorwürde, Claremont Graduate University